# آدم غولدبرغ
آدم غولدبرغ (بالإنجليزية: Adam Goldberg)‏ مواليد 25 أكتوبر 1970 في سانتا مونيكا، الولايات المتحدة، هو ممثل ومخرج ومنتج أمريكي بدأ مسيرته الفنية سنة 1990.

## الأعمال

### أفلام
- إنقاذ الجندي رايان (1998)
- عقل جميل (2001) (بدور: سول)
- كيف تخسرين رجلا في 10 أيام (2003) (بدور: توني)
- ابق حيا (2006) (بدور: ميلر بانكس)
- ديجا فو (2006)
- يومان في باريس (2007) (بدور: جاك)
- زودياك (2007) (بدور: دافي جينينغز)
- نانسي درو (2007)

### مسلسلات
| السنة | العمل                            | الدور         |
| ----- | -------------------------------- | ------------- |
| 1995  | إي آر                            |               |
| 1996  | إن واي بي دي بلو                 |               |
| 1996  | فريندز                           |               |
| 2001  | ويل وغريس                        |               |
| 2005  | القانون والنظام: النية الإجرامية |               |
| 2006  | اسمي إيرل                        |               |
| 2005  | جوي                              |               |
| 2007  | أنتوراج                          |               |
| 2009  | نمبرز                            |               |
| 2014  | فارغو                            |               |
| 2017  | غريفز                            | كريستوفر ساكس |

## روابط خارجية
- آدم غولدبرغ على موقع IMDb (الإنجليزية)
- آدم غولدبرغ على موقع روتن توميتوز (الإنجليزية)
- آدم غولدبرغ على موقع ألو سيني (الفرنسية)
- آدم غولدبرغ على موقع ميوزك برينز (الإنجليزية)
- آدم غولدبرغ على موقع أول موفي (الإنجليزية)
- آدم غولدبرغ على موقع قاعدة بيانات برودواي على الإنترنت (الإنجليزية)
- آدم غولدبرغ على موقع قاعدة بيانات الأفلام السويدية (السويدية)
- آدم غولدبرغ على موقع إن إن دي بي (الإنجليزية)
- آدم غولدبرغ على موقع قاعدة بيانات الفيلم (الإنجليزية)
- آدم غولدبرغ على موقع كينوبويسك (الروسية)